# 河北农民工讨薪服毒事件
河北农民工讨薪服毒事件，是指2011年1月16日河北省兴隆县农民工刘德军为讨回被拖欠工资，与老板王海在工资数额问题上发生争执，一气之下刘德军在王海面前喝下剧毒农药，后经抢救无效于2011年1月29日去世。
服毒事件经媒体报道后，引起广泛关注。1月31日，在玉田县有关部门的协调下，刘德军家属与老板王海达成协议，王海向死者家属赔礼道歉，承担3.75万元医疗费用，并一次性支付各种损失补偿款26万元。

## 事件经过
2010年11月13日开始，河北省兴隆县榆树沟村农民刘德军为玉田县大安镇姚辛庄个体运煤户王海做押车小工，每天工资120元，运煤的路线是唐山滦县到北京昌平，双方并没有签劳动合同。据老板王海称，2011年1月14日，两人因装车量在电话里发生争执，刘德军说不干了。次日，刘德军到王海家要工资，王海不在家，王妻让刘德军改日再来。1月16日，刘德军再次到王海家去要工资，并且带了一瓶百草枯，双方在工资数额等问题上发生争执，一气之下喝下剧毒农药百草枯 。
对于事件的过程，刘德军在公安机关的笔录是这样说的：“1月16日下午，我带着事先买好的百草枯农药去找王海要工资，王海说我死了给双份工钱。王海气得我，我才喝药的。” 
服毒事件发生后的13天（1月28日），中央人民广播电台中国之声的记者在天津武警医学院附属医院重症病房采访了刘德军。刘德军说拿农药去讨薪已经是第三次讨薪了，前两次都没有要到钱。第三次去讨薪时，刘德军说：“如果你不给我钱我死你们家门口。”，王海说：“你要死赶紧死，死了我给你双份钱。”王海对此的描述是：“他（刘德军）看见了说那钱给我吧，我说今天给不了，明天吧。他说不行今天不给我就死你家。” 

## 事后处理
经办此案的大安镇派出所介绍，由于是刘德军自己喝下的农药，没有人强迫他，所以案件性质是民事案件，而不是刑事案件。事发后，刘的姐姐刘凤香曾去找过玉田县劳动监察保障大队，对方的答复是：王海没有工商登记，是自由人，所以劳动监察保障大队管不了。
对于工资数额，老板王海否认3200元这个数字，王海说：“刘德军干了不到两个月，6420元工资，除去他零碎支取的生活费，最后只剩下1520元，而不是3200元。”根据玉田县人力资源和社会保障局调查，刘德军只剩下1520元工钱，但刘德军喝药后神志不清，无法核实。根据2008年1月1日起施行的《劳动合同法》第八十二条规定，没有与劳动者签订合同的要给予双倍工资，即老板王海要给予3040元工资。直到刘德军去世的1月29日，经玉田县大安镇垫资160元，加上王海拿出的3040元，凑起的3200元钱，才勉强交到刘德军妹妹刘莉手里。
在刘德军“服毒讨薪”12天后，在有关媒体报道的压力下，1月28日玉田县才就这个事件召开了一个协调会，说要“不惜代价挽救伤者生命”，并表示公安局成立调查小组对案件重新调查，遗憾的是刘德军根本来不及享受到这个“不惜代价”的“待遇”，1月29日晚上9时多，刘德军经抢救无效不幸去世。
1月31日，在玉田县有关部门的协调下，刘德军家属与老板王海达成协议，王海向死者家属赔礼道歉，承担3.75万元医疗费用，并一次性支付各种损失补偿款26万元。